# Мадисон (округ, Теннесси)
Округ Мадисон (англ. Madison County) располагается в США, в штате Теннесси. По состоянию на 2010 год, численность населения составляла 98 294 человека. Получил своё название в честь четвёртого президента США Джеймса Мэдисона.

## География
По данным Бюро переписи США, общая площадь округа равняется 1447 км², из которых 1443 км² — суша, и 4 км², или 0,29 % — это водоёмы.

### Соседние округа
- Гибсон (Теннесси) — север
- Карролл (Теннесси) — северо-восток
- Хендерсон (Теннесси) — восток
- Честер (Теннесси) — юг-восток
- Хардемен (Теннесси) — юг
- Хейвуд (Теннесси) — запад
- Крокетт (Теннесси) — северо-запад

## Демография
По данным переписи населения 2000 года в округе проживает 91 837 жителей в составе 35 552 домашних хозяйств и 24 637 семей. Плотность населения составляет 64 человекa на км². На территории округа насчитывается 38 205 жилых строений, при плотности застройки 26 строений на км². Расовый состав населения: белые — 65,20 %, афроамериканцы — 32,46 %, коренные американцы (индейцы) — 0,16 %, азиаты — 0,63 %, гавайцы — 0,01 %, представители других рас — 0,67 %, представители двух или более рас — 0,86 %. Испаноязычные составляли 1,71 % населения.
В составе 33,50 % из общего числа домашних хозяйств проживают дети в возрасте до 18 лет, 49,80 % домашних хозяйств представляют собой супружеские пары, проживающие вместе, 15,90 % домашних хозяйств представляют собой одиноких женщин без супруга, 30,70 % домашних хозяйств не имеют отношения к семьям, 26,20 % домашних хозяйств состоят из одного человека, 9,30 % домашних хозяйств состоят из престарелых (65 лет и старше), проживающих в одиночестве. Средний размер домашнего хозяйства составляет 2,49 человека, и средний размер семьи — 3,00 человека.
Возрастной состав округа: 25,80 % — моложе 18 лет, 11,00 % — от 18 до 24, 29,10 % — от 25 до 44, 21,70 % — от 45 до 64, и 12,30 % — от 65 и старше. Средний возраст жителя округа — 35 лет. На каждые 100 женщин приходится 92,10 мужчин. На каждые 100 женщин старше 18 лет приходится 87,20 мужчин.
Средний доход на домохозяйство в округе составлял 36 982 USD, на семью — 44 595 USD. Среднестатистический заработок мужчины был 34 253 USD против 25 729 USD для женщины. Доход на душу населения был 19 389 USD. Около 10,80 % семей и 14,00 % общего населения находились ниже черты бедности, в том числе — 18,40 % молодёжи (тех, кому ещё не исполнилось 18 лет) и 11,80 % тех, кому было уже больше 65 лет.